# Willwerathia
Willwerathia — рід девонських членистоногих. Willwerathia відомий лише одним видом, Willwerathia laticeps, виявленим у відкладеннях девонського періоду формації Клерф у Рейнських сланцевих горах Німеччини. Willwerathia мав панцир ~90 мм завширшки. Willwerathia, найімовірніше, був донним хижаком. Середовище, в якому жила Wilwerathia, ймовірно, було від естуарію до дельти.

## Класифікація
Willwerathia спочатку вважався представником Eurypterida (морських скорпіонів), а додаткові скам'янілості, описані в 1998 році, виявляють його спорідненість до Synziphosurina. У переописі, виконаному Anderson et al. У 1998 році Willwerathia була згрупована в родину синзіфосуринів Weinberginidae разом з Weinbergina та Legrandella, аля ця класифікація не підтверджується філогенетичним аналізом. У 2020 році Ламсделл виявив, що Willwerathia має велику схожість з кембрійським членистоногим Falcatamacaris, у той час як він не має схожості з іншими хеліцератами.